# Stazione di Il Neto
La stazione de Il Neto è una fermata posta sul tronco comune alle linee Bologna-Firenze e Firenze-Lucca, nel territorio comunale di Sesto Fiorentino.

## Storia
La fermata venne attivata nel 1988.

## Strutture e impianti
La fermata dispone di quattro binari passanti. Il 1° e il 2° sono dedicati alla direttissima, pertanto non dispongono di nessuna banchina, mentre sul 3° si fermano i treni per Firenze e sul 4° quelli per Pistoia.
L'infrastruttura è priva di biglietteria e di personale di terra; le informazioni sia visive sia sonore sono automatizzate.

## Movimento
È servita dai treni a breve e media percorrenza, concentrandosi in orari utili al pendolarismo di studenti e lavoratori, che si muovono nell'hinterland fiorentino.